# ويس فيريل
ويس فيريل (بالإنجليزية: Wes Ferrell) هو لاعب كرة قاعدة أمريكي، ولد في 2 فبراير 1908 في كارولاينا الشمالية في الولايات المتحدة، وتوفي في 9 ديسمبر 1976 في ساراسوتا في الولايات المتحدة.

## وصلات خارجية
- ويس فيريل على موقع دوري كرة القاعدة الرئيسي (الإنجليزية)
- ويس فيريل على موقعبيزبول رفرنس.كوم (الدوري الرئيسي) (الإنجليزية)
- ويس فيريل على موقعبيزبول رفرنس.كوم (الدوري الثانوي) (الإنجليزية)
- ويس فيريل على موقع جمعية أبحاث البيسبول الأمريكية (الإنجليزية)
- ويس فيريل على موقع إي إس بي إن.كوم (أم.أل.بي) (الإنجليزية)
- ويس فيريل على موقع مشجعي الرسوم البيانية (الإنجليزية)
- ويس فيريل على موقع قاعة كارولاينا الشمالية للمشاهير الرياضية (الإنجليزية)